# San Francisco Municipal Railway
De San Francisco Municipal Railway (SF Muni of Muni) is het openbaarvervoerbedrijf en het transportnetwerk van San Francisco. Met meer dan 200 miljoen passagiers per jaar is het het op zes na grootste vervoerbedrijf van de Verenigde Staten en na de Metro van Los Angeles het grootste in Californië. Elke weekdag gebruiken 731.400 passagiers het netwerk.

## Overzicht
Muni verzorgt de uitvoering van 2 historische tramlijnen (E Embarcadero en F Market & Wharves), 3 kabeltramlijnen, 54 buslijnen, 17 trolleybuslijnen, 7 lightraillijnen (de semimetro Muni Metro) die deels bovengronds en deels in de enige ondergrondse metrotunnel van de stad liggen. SF Muni bedient een gebied van 121 km².
De kabeltram van San Francisco is erkend als National Historic Landmark. Op de historische tramlijnen E Embarcadero en F Market & Wharves kan men nog met historische tramstellen rijden. Het merendeel van de historische verzameling bestaat uit PCC-trams in Amerikaanse en Europese uitvoeringen, maar er zijn ook andere tramtypes uit onder meer Melbourne (W2 class, 1928 en SW6 class, 1946), Blackpool (1934), Zürich (1952) en Milaan (Peter Witt Cars).

## BART
Muni deelt 4 metrostations in het stadscentrum met BART, het regionaal light railnetwerk Bay Area Rapid Transit, dat geen onderdeel is van SF Muni en de ruimere San Francisco Bay Area, een veel groter gebied, bedient inclusief de toegang tot San Francisco International Airport en Oakland International Airport.